# Quatre sans barreur poids légers aux Jeux olympiques d'été de 2016
Navigation
Londres 2012
L'épreuve masculine de quatre sans barreur poids légers des Jeux olympiques d'été 2016 de Rio de Janeiro a eu lieu sur le Lagoa Rodrigo de Freitas du 6 au 11 août 2016.

## Médaillés
| Or                                                         | Argent                                                                       | Bronze                                                                   |
| Suisse Lucas Tramèr Simon Schürch Simon Niepmann Mario Gyr | Danemark Jacob Barsøe Jacob Larsen Kasper Winther Jørgensen Morten Jørgensen | France Franck Solforosi Thomas Baroukh Guillaume Raineau Thibault Colard |

## Résultats

### Séries
Les trois premiers de chaque série se qualifient pour les demi-finales, les autres disputent un repêchage.

#### Série 1
| Rang | Rameur                                                            | Pays               | Temps         | Notes |
| ---- | ----------------------------------------------------------------- | ------------------ | ------------- | ----- |
| 1    | Stefano Oppo Martino Goretti Livio La Padula Pietro Ruta          | Italie             | 6 min 03 s 26 | SA/B  |
| 2    | Jin Wei Zhao Jingbin Yu Chenggang Wang Tiexin                     | Chine              | 6 min 03 s 43 | SA/B  |
| 3    | Lucas Tramèr Simon Schürch Simon Niepmann Mario Gyr               | Suisse             | 6 min 03 s 52 | SA/B  |
| 4    | Franck Solforosi Thomas Baroukh Guillaume Raineau Thibault Colard | France             | 6 min 07 s 31 | R     |
| 5    | Jan Vetešník Ondřej Vetešník Jiří Kopáč Miroslav Vraštil          | République tchèque | 6 min 39 s 95 | R     |

#### Série 2
| Rang | Rameur                                                                 | Pays            | Temps         | Notes |
| ---- | ---------------------------------------------------------------------- | --------------- | ------------- | ----- |
| 1    | Jacob Barsøe Jacob Larsen Kasper Winther Jørgensen Morten Jørgensen    | Danemark        | 5 min 58 s 21 | SA/B  |
| 2    | Chris Bartley Mark Aldred Jono Clegg Peter Chambers                    | Grande-Bretagne | 6 min 01 s 27 | SA/B  |
| 3    | Spyridon Giannaros Panagiotis Magdanis Stéfanos Doúskos Ioannis Petrou | Grèce           | 6 min 05 s 27 | SA/B  |
| 4    | Jonathan Koch Lars Wichert Tobias Franzmann Lucas Schäfer              | Allemagne       | 6 min 14 s 87 | R     |

#### Série 3
| Rang | Rameur                                                      | Pays             | Temps         | Notes |
| ---- | ----------------------------------------------------------- | ---------------- | ------------- | ----- |
| 1    | James Lassche Peter Taylor Alistair Bond James Hunter       | Nouvelle-Zélande | 6 min 03 s 34 | SA/B  |
| 2    | Robin Prendes Anthony Fahden Edward King Tyler Nase         | États-Unis       | 6 min 05 s 61 | SA/B  |
| 3    | Joris Pijs Tim Heijbrock Jort van Gennep Björn van den Ende | Pays-Bas         | 6 min 07 s 88 | SA/B  |
| 4    | Maxwell Lattimer Brendan Hodge Nicolas Pratt Eric Woelfl    | Canada           | 6 min 19 s 44 | R     |

### Repêchage
Les trois premiers se qualifient pour les demi-finales.
| Rang | Rameur                                                            | Pays               | Temps         | Notes |
| ---- | ----------------------------------------------------------------- | ------------------ | ------------- | ----- |
| 1    | Franck Solforosi Thomas Baroukh Guillaume Raineau Thibault Colard | France             | 6 min 01 s 18 | SA/B  |
| 2    | Jonathan Koch Lars Wichert Tobias Franzmann Lucas Schäfer         | Allemagne          | 6 min 03 s 29 | SA/B  |
| 3    | Jan Vetešník Ondřej Vetešník Jiří Kopáč Miroslav Vraštil          | République tchèque | 6 min 04 s 30 | SA/B  |
| 4    | Maxwell Lattimer Brendan Hodge Nicolas Pratt Eric Woelfl          | Canada             | 6 min 05 s 35 |       |

### Demi-finales
Les trois premiers de chaque série se qualifient pour la finale.

#### Série 1
| Rang | Rameur                                                            | Pays             | Temps         | Notes |
| ---- | ----------------------------------------------------------------- | ---------------- | ------------- | ----- |
| 1    | Stefano Oppo Martino Goretti Livio La Padula Pietro Ruta          | Italie           | 6 min 06 s 56 | Q     |
| 2    | Franck Solforosi Thomas Baroukh Guillaume Raineau Thibault Colard | France           | 6 min 07 s 32 | Q     |
| 3    | James Lassche Peter Taylor Alistair Bond James Hunter             | Nouvelle-Zélande | 6 min 08 s 96 | Q     |
| 4    | Chris Bartley Mark Aldred Jono Clegg Peter Chambers               | Grande-Bretagne  | 6 min 10 s 46 |       |
| 5    | Joris Pijs Tim Heijbrock Jort van Gennep Björn van den Ende       | Pays-Bas         | 6 min 12 s 87 |       |
| 6    | Jonathan Koch Lars Wichert Tobias Franzmann Lucas Schäfer         | Allemagne        | 6 min 18 s 43 |       |

#### Série 2
| Rang | Rameur                                                                 | Pays               | Temps         | Notes |
| ---- | ---------------------------------------------------------------------- | ------------------ | ------------- | ----- |
| 1    | Lucas Tramèr Simon Schürch Simon Niepmann Mario Gyr                    | Suisse             | 6 min 17 s 85 | Q     |
| 2    | Jacob Barsøe Jacob Larsen Kasper Winther Jørgensen Morten Jørgensen    | Danemark           | 6 min 19 s 62 | Q     |
| 3    | Spyridon Giannaros Panagiotis Magdanis Stéfanos Doúskos Ioannis Petrou | Grèce              | 6 min 23 s 95 | Q     |
| 4    | Robin Prendes Anthony Fahden Edward King Tyler Nase                    | États-Unis         | 6 min 26 s 82 |       |
| 5    | Jin Wei Zhao Jingbin Yu Chenggang Wang Tiexin                          | Chine              | 6 min 27 s 27 |       |
| 6    | Jan Vetešník Ondřej Vetešník Jiří Kopáč Miroslav Vraštil               | République tchèque | 6 min 33 s 43 |       |

### Finale

#### Finale B
| Rang | Rameur                                                      | Pays               | Temps         | Notes |
| ---- | ----------------------------------------------------------- | ------------------ | ------------- | ----- |
| 1    | Chris Bartley Mark Aldred Jono Clegg Peter Chambers         | Grande-Bretagne    | 6 min 31 s 54 |       |
| 2    | Jin Wei Zhao Jingbin Yu Chenggang Wang Tiexin               | Chine              | 6 min 32 s 78 |       |
| 3    | Jonathan Koch Lars Wichert Tobias Franzmann Lucas Schäfer   | Allemagne          | 6 min 35 s 83 |       |
| 4    | Robin Prendes Anthony Fahden Edward King Tyler Nase         | États-Unis         | 6 min 36 s 93 |       |
| 5    | Joris Pijs Tim Heijbrock Jort van Gennep Björn van den Ende | Pays-Bas           | 6 min 37 s 28 |       |
| 6    | Jan Vetešník Ondřej Vetešník Jiří Kopáč Miroslav Vraštil    | République tchèque | 6 min 43 s 52 |       |

#### Finale A
| Rang                                | Rameur                                                                 | Pays             | Temps         | Notes |
| ----------------------------------- | ---------------------------------------------------------------------- | ---------------- | ------------- | ----- |
| Médaille d'or, Jeux olympiques      | Lucas Tramèr Simon Schürch Simon Niepmann Mario Gyr                    | Suisse           | 6 min 20 s 51 |       |
| Médaille d'argent, Jeux olympiques  | Jacob Barsøe Jacob Larsen Kasper Winther Jørgensen Morten Jørgensen    | Danemark         | 6 min 21 s 97 |       |
| Médaille de bronze, Jeux olympiques | Franck Solforosi Thomas Baroukh Guillaume Raineau Thibault Colard      | France           | 6 min 22 s 85 |       |
| 4                                   | Stefano Oppo Martino Goretti Livio La Padula Pietro Ruta               | Italie           | 6 min 25 s 52 |       |
| 5                                   | James Lassche Peter Taylor Alistair Bond James Hunter                  | Nouvelle-Zélande | 6 min 28 s 14 |       |
| 6                                   | Spyridon Giannaros Panagiotis Magdanis Stéfanos Doúskos Ioannis Petrou | Grèce            | 6 min 36 s 47 |       |